# Pierre de Schryder
Pierre de Schryder (* 12. Oktober 1913 in Beauvais; † 16. Mai 1953 in Paris) war ein französischer kommunistischer Résistancekämpfer. Er war unter dem Decknamen „Jacquemin“ bei der Widerstandsorganisation Francs-tireurs et partisans (FTP) aktiv und wurde zum Tode verurteilt, entkam jedoch.

## Biografie
De Schryder war beruflich als Verkäufer in den Pariser Markthallen tätig zudem diente er im Jahr 1943 als Personal-Kommissar der FTP in der Region R X (vormals R 75). Mit 31 Jahren wurde er zum Verantwortlichen der Widerstandsorganisation Francs-tireurs et partisans (FTP) in Paris.
Am 19. November 1943, als er auf dem Weg zu einem Treffen in Combs-la-Ville war, wurde de Schryder von der französischen Polizei verhaftet. Er traf dabei zufällig auf Georges Nicol, einen regionalen Rekrutierer, sowie auf Leon Cledat, einen politischen Verantwortlichen, der bei einem Fluchtversuch verletzt worden war. Nach seiner Festnahme wurde de Schryder in die Pariser Präfektur gebracht, wo er drei Tage lang gefoltert wurde, ohne Informationen preiszugeben. Am 14. Dezember 1943 wurde de Schryder an die deutschen Besatzungsbehörden überstellt und ins Gefängnis von Fresnes gebracht. Dort wurde er gemeinsam mit 26 weiteren Widerstandskämpfern vor ein Kriegsgericht gestellt. Zwanzig von ihnen wurden zum Tode verurteilt, darunter de Schryder.
Der Prozess gegen de Schryder und seine Mitstreiter begann am 20. März 1944 und dauerte vier Tage. Nach dem Urteil durften die Gefangenen ein letztes Mal ihre Familien sehen und erhielten Lebensmittelpakete. Am 11. April 1944 wurde de Schryder mit seinen Mitgefangenen in eine andere Zelle verlegt, wo ihnen mitgeteilt wurde, dass ihre Gnadengesuche abgelehnt wurden und sie um 15 Uhr erschossen werden sollten. Auf dem Transport zum Hinrichtungsort, der Festung Mont Valérien, gelang es de Schryder, sich aus seinen Handschellen zu befreien und von dem Lastwagen, der ihn transportierte, abzuspringen und zu fliehen.
De Schryders Flucht rief bei seinen Kampfgefährten Misstrauen hervor, da sie befürchteten, er sei ein Spitzel und die Flucht nur fingiert gewesen. So war etwa im Dezember 1943 der FTP-Angehörige Joseph Dawidowicz nach einer solchen behaupteten Flucht als Verräter von der Résistance hingerichtet worden. Schließlich bewirkten jedoch Berichte, dass deutsche Sicherheitskräfte in Suresnes, wo de Schryder geflohen war, Häuser nach einem geflohenen Häftling durchkämmten, sowie de Schryders guter Leumund in der Résistance, dass seiner Version Glauben geschenkt wurde, und seine Flucht wurde in kommunistischen Kreisen fortan als Akt des Widerstands gefeiert. Nach der Befreiung von Paris berichtete die Zeitung L’Humanité in ihren Ausgaben vom 4. und 5. Oktober 1944 von der „wunderbaren Flucht“ de Schryders und veröffentlichte ein Bild, das ihn mit den Handschellen zeigte, die er bei seiner Flucht abgenommen hatte.
De Schryder setzte seine Arbeit in der kommunistischen Presse fort und arbeitete später für L’Humanité, wo er weiterhin als Symbol für den Widerstand gegen die Nazi-Besatzung in Frankreich geehrt wurde.